# Leuvehaven (stacja metra)
Leuvehaven – stacja metra w Rotterdamie, położona na linii D (błękitnej) i E (niebieskiej). Została otwarta 9 lutego 1968. Stacja znajduje się pod Schiedamsedijk, na zachód od Leuvehaven, w pobliżu Erasmusbrug, Muzeum Morskiego i dzielnicy rozrywkowej Cool.